# Melanie Leishman
Melanie Leishman (New York, 20 febbraio 1989) è un'attrice canadese.

## Filmografia

### Cinema
- Stage Fright, regia di Jerome Sable (2014)
- Below Her Mouth, regia di April Mullen (2016)
- La galleria dei cuori infranti (The Broken Hearts Gallery), regia di Natalie Krinsky (2020)
- Single per sempre? (Single All the Way), regia di Michael Mayer (2021)

### Televisione
- L'ora del licantropo (Never Cry Werewolf), regia di Brenton Spencer – film TV (2008)
- Che fatica fare la star! (True Confessions of a Hollywood Starlet), regia di Tim Matheson – film TV (2008)
- Being Erica – serie TV, episodio 2x06 (2009)
- Todd and the Book of Pure Evil – serie TV, 26 episodi (2010-2012)
- I misteri di Murdoch (Murdoch Mysteries) – serie TV, episodi 4x04-7x15 (2011-2014)
- Mrs. America – miniserie TV, episodio 1x5 (2020)

### Doppiatrice
- Detentionaire – serie animata (2011-2012)
- Grojband – serie animata (2013)
- PAW Patrol: Ready Race Rescue, regia di Charles E. Bastien – film TV (2019)

## Doppiatori italiani
Nelle versioni in italiano delle opere in cui ha recitato, Melanie Leishman è stata doppiata da:
- Letizia Ciampa in Single per sempre?
- Anna Gallarati ne La tavola di natale